# Чемпіонат Сан-Марино з футболу 2005—2006
Чемпіонат Сан-Марино з футболу 2005—2006 — 21-й сезон чемпіонату Сан-Марино з футболу. Чемпіоном став «Мурата».
| Чемпіон Сан-Марино 2005—06 |
| -------------------------- |
| «Мурата» 1-й титул         |

## Учасники
У чемпіонаті брали участь 15 команд.
| Клуб              | Місто         |
| ----------------- | ------------- |
| Кайлунго          | Борго-Маджоре |
| Космос            | Серравалле    |
| Доманьяно         | Доманьяно     |
| Фаетано           | Фаетано       |
| Фйорентіно        | Фйорентіно    |
| Фольгоре/Фальчано | Серравалле    |
| Ювенес-Догана     | Серравалле    |
| Ла Фіоріта        | Монтеджардіно |
| Лібертас          | Борго-Маджоре |
| Мурата            | Сан-Марино    |
| Пеннаросса        | К'єзануова    |
| Сан-Джованні      | Борго-Маджоре |
| Тре Фйорі         | Фйорентіно    |
| Тре Пенне         | Сан-Марино    |
| Віртус            | Аккуавіва     |

## Турнірна таблиця

### Група А
| М | Команда           | І  | В  | Н | П  | МЗ | МП | РМ  | О  | Кваліфікація або пониження в класі |
| - | ----------------- | -- | -- | - | -- | -- | -- | --- | -- | ---------------------------------- |
| 1 | Тре Фйорі         | 21 | 14 | 5 | 2  | 37 | 12 | +25 | 47 | Кваліфікація у Плей-оф             |
| 2 | Доманьяно         | 21 | 12 | 6 | 3  | 52 | 23 | +29 | 42 | Кваліфікація у Плей-оф             |
| 3 | Тре Пенне         | 21 | 11 | 6 | 4  | 27 | 15 | +12 | 39 | Кваліфікація у Плей-оф             |
| 4 | Фольгоре/Фальчано | 21 | 9  | 4 | 8  | 22 | 25 | −3  | 31 |                                    |
| 5 | Ла Фіоріта        | 21 | 7  | 7 | 7  | 31 | 35 | −4  | 28 |                                    |
| 6 | Фаетано           | 21 | 6  | 3 | 12 | 32 | 40 | −8  | 21 |                                    |
| 7 | Космос            | 21 | 5  | 5 | 11 | 13 | 22 | −9  | 20 |                                    |
| 8 | Сан-Джованні      | 21 | 1  | 2 | 18 | 13 | 60 | −47 | 5  |                                    |

Джерела: soccerway.com
Правила класифікації: 
1) очок; 2) очок в очних зустрічах; 3) різниця м'ячів в очних зустрічах; 4) забито м'ячів в очних зустрічах; 5) різниця м'ячів; 6) кіл-ть забитих м'ячів.
(Ч) = Чемпіон; (Пн)/(В) = Понижено в класі/Вибув; (Пв) = Підвищення в класі; (ПП) = Переможець плей-оф; (Н) = Перехід до наступного раунду. 
Застосовується тільки коли сезон ще не закінчений: 
(К) = Кваліфікований до раунду турніру; (КН) = Кваліфікований до турніру, але не до конкретного раунду; (Д) = Дискваліфікований з турніру.

Head-to-Head: used when head-to-head record is used to rank tied teams.

### Група B
| М | Команда       | І  | В  | Н | П  | МЗ | МП | РМ  | О  | Кваліфікація або пониження в класі         |
| - | ------------- | -- | -- | - | -- | -- | -- | --- | -- | ------------------------------------------ |
| 1 | Мурата Ч      | 20 | 15 | 4 | 1  | 49 | 20 | +29 | 49 | Кваліфікаційний раунд Кубка УЄФА 2006–2007 |
| 2 | Пеннаросса    | 20 | 12 | 6 | 2  | 38 | 19 | +19 | 42 | Кваліфікація у Плей-оф                     |
| 3 | Лібертас      | 20 | 10 | 3 | 7  | 42 | 22 | +20 | 33 | Кваліфікація у Плей-оф                     |
| 4 | Віртус        | 20 | 7  | 4 | 9  | 23 | 33 | −10 | 25 |                                            |
| 5 | Ювенес-Догана | 20 | 3  | 8 | 9  | 27 | 44 | −17 | 17 |                                            |
| 6 | Кайлунго      | 20 | 4  | 4 | 12 | 11 | 25 | −14 | 16 |                                            |
| 7 | Фйорентіно    | 20 | 3  | 3 | 14 | 30 | 52 | −22 | 12 |                                            |

Джерела: soccerway.com
Правила класифікації: 
1) очок; 2) очок в очних зустрічах; 3) різниця м'ячів в очних зустрічах; 4) забито м'ячів в очних зустрічах; 5) різниця м'ячів; 6) кіл-ть забитих м'ячів.
(Ч) = Чемпіон; (Пн)/(В) = Понижено в класі/Вибув; (Пв) = Підвищення в класі; (ПП) = Переможець плей-оф; (Н) = Перехід до наступного раунду. 
Застосовується тільки коли сезон ще не закінчений: 
(К) = Кваліфікований до раунду турніру; (КН) = Кваліфікований до турніру, але не до конкретного раунду; (Д) = Дискваліфікований з турніру.

Head-to-Head: used when head-to-head record is used to rank tied teams.

## Плей-оф
У Плей-оф брали участь 3 найкращі команди кожної групи. Команда, яка програла двічі, вибуває.

### Перший раунд
| 19 квітня 2006 |

| Доманьяно | 1-4 | Лібертас |
| --------- | --- | -------- |
|           |     |          |

|  |

| 19 квітня 2006 |

| Пеннаросса | 1-1 (пен. 2:3) | Тре Пенне |
| ---------- | -------------- | --------- |
|            |                |           |

|  |

### Другий раунд
| 22 квітня 2006 |

| Тре Фйорі | 1-0 | Тре Пенне |
| --------- | --- | --------- |
|           |     |           |

|  |

| 22 квітня 2006 |

| Мурата | 3-1 | Лібертас |
| ------ | --- | -------- |
|        |     |          |

|  |

### Третій раунд
| 27 квітня 2006 |

| Тре Пенне | 1-1 (пен. 5:3) | Доманьяно |
| --------- | -------------- | --------- |
|           |                |           |

|  |

| 27 квітня 2006 |

| Лібертас | 0-2 | Пеннаросса |
| -------- | --- | ---------- |
|          |     |            |

|  |

### Четвертий раунд
| 28 квітня 2006 |

| Тре Фйорі | 0-1 | Мурата |
| --------- | --- | ------ |
|           |     |        |

|  |

| 2 травня 2006 |

| Тре Пенне | 2-3 (дч) | Пеннаросса |
| --------- | -------- | ---------- |
|           |          |            |

|  |

### Півфінал
| 6 травня 2006 |

| Тре Фйорі | 1-2 | Пеннаросса |
| --------- | --- | ---------- |
|           |     |            |

|  |

### Фінал
| 11 травня 2006 |

| Мурата | 1-0 | Пеннаросса |
| ------ | --- | ---------- |
|        |     |            |

|  |